# Algazel
De algazel (Oryx dammah), ook wel sabelantilope of sabeloryx genoemd, is een antilope. 

## Kenmerken
Het dier is vrij groot, weegt tot meer dan 200 kg en bereikt een hoogte van 1,60 meter. De lichaamslengte bedraagt 150 tot 240 cm en de staartlengte 45 tot 90 cm. De vacht is lichtbruin, met een vage streep onderlangs de flank. Het nekgedeelte tot aan de borst heeft een rossig-bruine tint. Het dier heeft lange, gladde hoorns.

## Leefwijze
Ze zijn actief in de ochtend- en avondschemering en in maanverlichte nachten. Overdag zoeken ze de schaduw op. Ze leven van grassen en struikgewas en hebben aardig wat water nodig. Ze leven in kuddes van zo'n 12 tot 60 dieren en kunnen grote afstanden afleggen op zoek naar grazige weiden. Ze kunnen een leeftijd van 20 jaar bereiken.

## Voortplanting
Om het recht te verkrijgen om met een vrouwtje te mogen paren, nemen deze dieren dreighoudingen aan en vechten met elkaar. Na een draagtijd van 222 tot 223 dagen verlaat het vrouwtje de kudde om het jong te werpen, maar na enkele uren keert ze weer terug. De jongen worden na 14 weken gespeend en zijn na 2 jaar geslachtsrijp.

## Verspreiding
Deze soort kwam voor in woestijnen, droge steppen en stenige wildernissen van het Midden-Oosten en Noord-Afrika.

## Bescherming
De soort werd door het IUCN van 2000 tot 2023 beschouwd als in het wild uitgestorven. In een goed beschermd gebied in Tunesië, met name in het Bou-Hedma Nationaal Park, zijn de eerste dierentuin-algazellen uitgezet. In 2016 werden 25 dieren in Tsjaad uitgezet. In 2022 werden nog acht groepen uitgezet in Tsjaad, waarna de IUCN besloot dat de soort niet langer uitgestorven in het wild was, maar bedreigd.
In maart 2024, wordt de wildpopulatie van de algazel geschat op minstens 600 dieren.

## Verwantschap
Op de bossavannes van Zuid- en Oost-Afrika leeft een andere antilopesoort die sabelantilope wordt genoemd, de zwarte paardantilope (Hippotragus niger). De twee soorten zijn niet nauw aan elkaar verwant.

## Aanpassingen
De algazel kan lichaamsvocht vrij lang vasthouden. Zijn nieren werken zeer efficiënt en het dier begint pas te transpireren bij een verhoogde lichaamstemperatuur boven 46°C. Dit dier is dus goed aangepast voor een leven in de hitte.